# Batalla de Bressuire (1794)

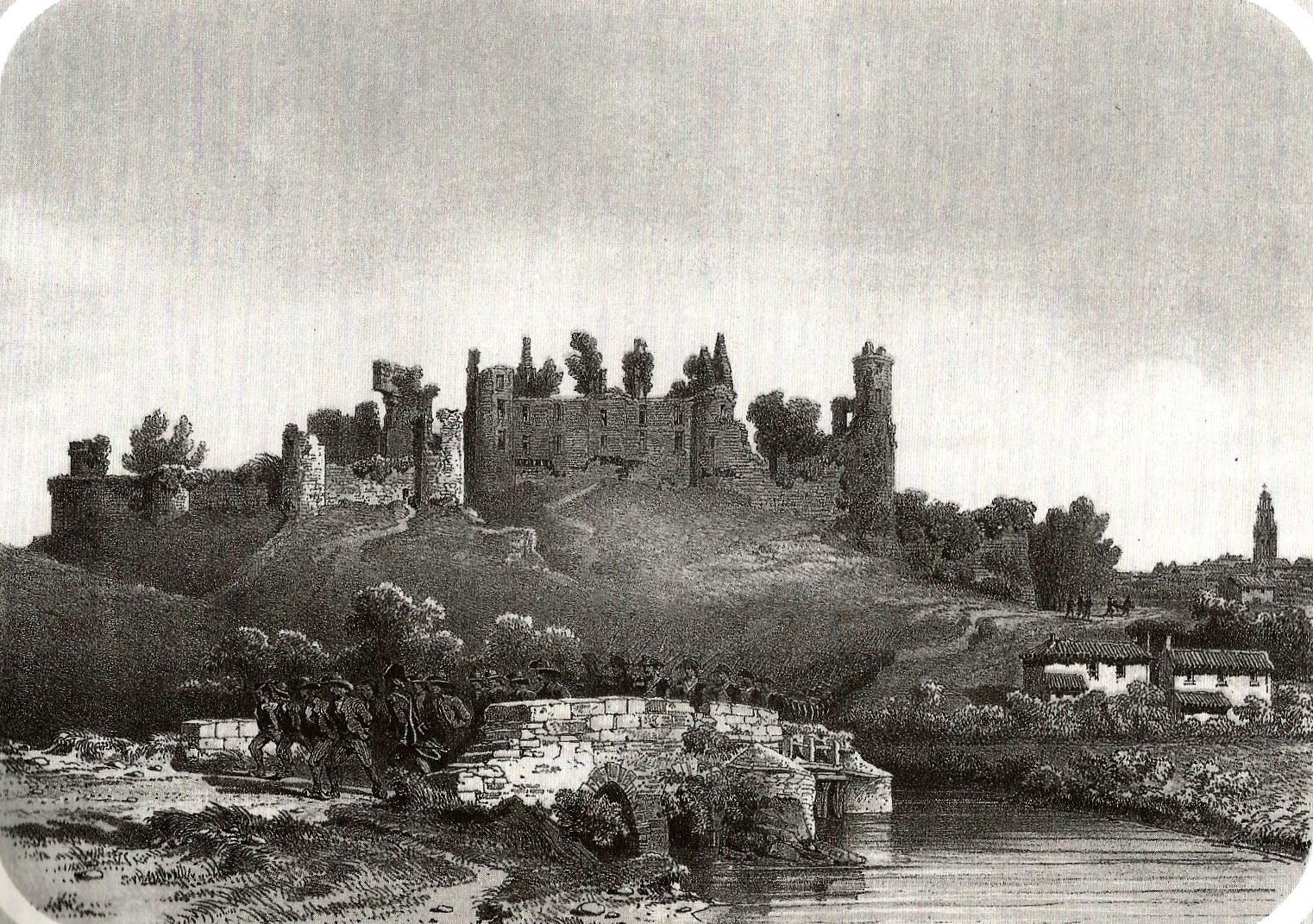
Vista de Bressuire, gravat de Thomas Drake, àlbum Vendée, vers al 1850.

La batalla de Bressuire va tenir lloc el 24 de febrer de 1794 durant la Revolta de La Vendée. Acaba amb la victòria dels Vendéans que capturen la ciutat de Bressuire.

## Preludi
El gener de 1794, les columnes infernals del general Turreau van començar a assolar la Vendée. Aleshores, la regió de Bressuire va ser travessada per la columna del general Grignon que va massacrar tots els habitants que trobava, homes, dones i nens, sense cap distinció. Uns mesos més tard, citat en un informe del representant en missió Joseph Lequinio, Auguste Chauvin, membre del comitè de vigilància de la comuna de Bressuire, va qualificar la columna Grignon d'«exèrcit d'exterminadors». El 21 de març, Jarry, administrador de Bressuire, escrivia:
"Els oficials municipals en faixa i al capdavant de les seves comunas, havent anat a trobar aquesta columna, foren afusellats per ella. Diverses dones, després d'haver servit per satisfer la brutalitat dels soldats, van ser massacrades per ells; fins i tot els nens no es van salvar.
A les seves memòries, l'oficial de Vendée Bertrand Poirier de Beauvais va escriure que
"les viles, els pobles, els camps, els prats, què dic?... no hi ha cap lloc a la Vendée que estigués lliure de crims... cap lloc que no hagi donat l'espectacle d'alguna barbaritat..., ni un ressò que no hagi repetit cent vegades els crits de dolor dels vells, de les mares i dels seus fills, esquinçats i caducats sota els cops de baioneta!".
 La ciutat de Bressuire va ser, però, estalviada per ordre del general Turreau, per tal de servir de base a les forces republicanes i aixoplugar els subministraments saquejats. També es mantenen guàrdies nacionals a Cerizay, La Forêt-sur-Sèvre, Moncoutant i La Chapelle-Saint-Laurent.
A principis de febrer de 1794, Bressuire només tenia 500 homes de guarnició sota les ordres del comandant Augé. Els dies 13 i 14 de febrer, els habitants i les tropes de Bressuire van ser evacuats per ordre del general Turreau i es van retirar a Doué. No obstant això, els republicans es van oblidar de treure les provisions emmagatzemades a les botigues, de manera que la guarnició i els habitants van reinvertir la ciutat pocs dies després. El 23 de febrer, el general Carpantier, comandant a Saumur i Doué, va enviar una columna per dirigir una expedició a Bressuire per "treure els grans i després cremar-ho tot".
Les massacres comeses pels republicans també van provocar nous aixecaments6. L'administrador Jarry escriu:
"Dos terços de les comunes del districte de Bressuire havent estat devastades i cremades, la majoria dels habitants piratejats amb sabres, els que van escapar de les massacres es van revoltar."
 A Bressuirais, els rebels van prendre com a líder un comerciant de vaques anomenat Louis Richard. El 10 de febrer van capturar la ciutat de Cerizay, a uns deu quilòmetres a l'oest de Bressuire. Tres dies després, els guàrdies nacionals locals van reprendre Cersizay, abans d'abandonar-lo de nou en conèixer l'evacuació de Bressuire i retirar-se a Moncoutant. El 20 de febrer, 250 patriotes van atacar 300 insurgents a La Forêt-sur-Sèvre, prop de Cerizay: segons Jarry, van matar 64 homes, davant només dos morts a les seves files, però, tanmateix, es van retirar a la ciutat de Largeasse. El 22 de febrer, les forces de Richard es van unir a Cerizay per l'Exèrcit d'Anjou, dirigit per Stofflet. Dos dies més tard, els Vendéans van llançar un atac a la ciutat de Bressuire.

## Forces presents
Les xifres republicanes i reialistes implicades en els combats no es coneixen amb precisió. El 23 de febrer, el general Carpantier va escriure al general Huché que havia enviat 1.800 homes a Bressuire. Tanmateix, el 26 de febrer, Carpantier afirmava en una nova carta a Huché que només 400 soldats es trobaven a Bressuire en el moment de l'atac dels Vendéans. En una memòria escrita el 21 de març de 1794, {nota A 1}, l'administrador Jarry va escriure que l'elit de la guarnició va ser evacuada de Bressuire el matí del 24 de febrer, i que només 300 homes de "la nova leva" estaven presents a l'interior de la ciutat. en el moment de l'atac.
A les seves memòries {nota, A 2,} l'oficial de Vendée Louis Monnier estimava els republicans en 1.000 infants, acompanyats per «nombrosa cavalleria». Al costat dels Vendéans, Carpantier va augmentar la força de l'exèrcit de Stofflet a 3.000. A les seves memòries {nota, A 3,} l'oficial reialista Bertrand Poirier de Beauvais indica que l'exèrcit de Richard comptava amb més de 2.000 homes. Segons Louis Monnier, els Vendéans no tenien munició, cada soldat tenia «amb prou feines sis trets per disparar».

## Procés
El 24 de febrer, els Vendéans van abandonar Cerizay i van llançar l'atac a Bressuire. Segons Louis Monnier, el mateix Stofflet va tallar el coll al sentinella a la porta de la ciutat i els Vendéans es van precipitar a la petita ciutat.
Els republicans es van sorprendre i van oferir poca resistència.Chassin, t. IV, 1895, p. 309-310. Segons Bertrand Poirier de Beauvais, la guarnició sorpresa, es va defensar malament i aviat va ser derrotada.
Segons el relat de Monnier, alguns dels soldats republicans van formar una barricada a l'interior de l'església. Aleshores, els Vendéans van trencar les portes i en mitja hora van exterminar tots els patriotes presents a dins: No els van demanar que es rendissin; A més, ja no vam fer presoners.

## Pèrdues
El 26 de febrer, el general Carpantier, comandant de la plaça de Doué, va escriure al general Huché que les pèrdues no eren importants:
"Segons el relat que em van donar de la invasió de Bressuire pels bandolers, sembla que la pèrdua no va ser considerable; perquè, de quatre-cents homes, tres-cents són retirats a Parthenay, seixanta a Thouars i Airvault, sense comptar els que són a Argenton i que tornaran".
A les seves memòries, Louis Monnier afirma que la guarnició republicana va quedar totalment destruïda:
"Aquell dia no va ser una guerra, va ser una massacre; els carrers estaven plens de morts. Els que fugien fora de la ciutat foren assassinats pels pagesos del país, de manera que aquesta guarnició fou destruïda".
Segons ell, 300 soldats republicans atrinxerats a l'església de Bressuire fins al darrer hi van ser assassinats.
Tanmateix, aquestes afirmacions es contradiuen amb les de Bertrand Poirier de Beauvais que indica a les seves memòries que els republicans van perdre «gent» durant aquesta lluita «però no considerablement», havent fugit els soldats «amb vivacitat».
L'única valoració real la fa l'administrador Jarry, que afirma que una cinquantena de voluntaris i una vintena d'habitants de Bressuire van ser massacrats durant la presa de la població per part dels Vendéans. Segons ell, alguns voluntaris, que romanien malalts a l'hospital, van ser "arrancats dels seus llits i assassinats".
Els Vendéans també van capturar diversos barrils de pólvora. Monnier informa que una dona gran li va oferir 1.200 cartutxos que els republicans havien amagat al seu celler. Jarry esmenta un botí de 4.000 cartutxos i una caixa de sílex.
Amos de Bressuire, els oficials de Vendée es plantejaren cremar la ciutat perquè ja no pogués servir de base als republicans, però aquesta opinió no fou acceptada. Aleshores es va reorganitzar el consell de l'exèrcit d'Anjou per tenir només set membres. Stofflet és elegit general en cap pels oficials. Els altres sis membres del consell són de Bruc, La Bouëre, Beaurepaire, Baugé, Berrard i Poirier de Beauvais.
El 26 de febrer, els Vendéans van atacar Argenton i van posar en fuga la seva feble guarnició. L'exèrcit d'Anjou es va separar aleshores de l'exèrcit de Ricard i es va traslladar a Saint-Aubin-de-Baubigné.
El 28 de febrer, a Doué, el general Carpantier va escriure a Huché que els "brigants" encara estaven a Bressuire però que no disposava de forces suficients per llançar un contraatac, ja que només tenia 1.200 homes al seu comandament, entre ells 400 que anaven a ajudar. de Thouars, amenaçat, i 300 enviats a Vihiers.
Considerat indefensable, Bressuire fou definitivament evacuat el 14 de març, després incendiat per la columna del general Grignon. Els habitants es van establir llavors al sud del departament de Deux-Sèvres, principalment a Parthenay, Airvault, Niort i fins i tot Poitiers. La vila, quasi totalment destruïda, va romandre abandonada des del març de 1794 fins al juny de 1795. Alguns habitants van reinvertir als ravals els mesos de maig i juny de 1795, però no va ser fins al febrer de 1796 que els refugiats van tornar. De 2.000 habitants el 1790, Bressuire només en tenia de 630 a 700 el 1800.